# 王燾 (唐朝)
王焘（670年—755年），一作王濤，郿县（今陕西省郿县）人。唐代著名医学家。贞观名臣王珪的孙子。

## 家世
祖父为唐初宰相王珪，父親王敬直，母親為南平公主。
王焘的两个儿子也都做了官，大儿子是大理寺少卿，次子担任了苏州刺使。

## 生平
王焘性至孝，自述幼年多病，自小對醫學有興趣。时因母亲患病，亲侍汤药，终年不懈，还跟不少高明的医家交往，由此而通晓医术。历任徐州司马、给事中、邺郡太守。后王焘“七登南宫，再拜东掖，便繁台阁二十余载”，在朝中做官多年，长期管理弘文馆，故有机会阅读大量医学书籍，并掌握众多秘要资料，为编写《外台秘要》打下了基础。

## 著作
王焘認為为巢元方的《诸病源候论》有论无方，就历经艰辛，博采各家醫書之長，于752年编成医学巨著《外台秘要》。凡其所采纳的，均注明其出处、来源、书名和卷数。其中所记载治疗白内障的金针拔障术，是目前所知的該醫法的最早记载，至今仍被沿用。
《新唐书·艺文志》記载《外台秘要》有四十卷，书中保存很多古医方，并特为妇女和小儿立专章，有很多创建，所记天行病（传染病）多至二十一门。又著有《外台要略》十卷。
今《要略》久佚，唯《秘要》尚传。

## 成就
王焘所编纂的《外台秘要》，是一部综合性医学巨著，以其在文献整理方面的严谨性，及汇集名家论著的广泛性著称，成为医学典籍中前无古人的典范性体例。《外台秘要》共引用69个医家的著作，引用条文达2802条，凡所收录的文献均逐一注明出处，不仅列出书名或作者名，大多还标记卷次；如果同一首方剂分别记载在不同的书中，则在此方的尾注中一一并记，成为中医文献整理史上是一个伟大的创举。历代医家多有"不观《外台》方，不读《千金》论，则医所见不广，用药不神"的说法，足见该书在医学界地位之高。